# Nati nel 1410
| Questa pagina contiene informazioni ricavate automaticamente dalle voci biografiche con l'ausilio del template Bio e di un bot. L'aggiornamento è periodico e automatico e ricostruisce completamente la pagina. Se manca una persona in questa lista, sei pregato di non aggiungerla, ma accertati piuttosto che la sua voce biografica contenga il template Bio e che i dati anagrafici siano correttamente compilati. Se il template Bio manca, inseriscilo tu stesso o, in alternativa, metti l'avviso {{tmp\|Bio}} che ne segnala la mancanza. Se i dati riportati sono sbagliati, correggi direttamente la voce biografica; le modifiche saranno visibili in questa lista entro pochi giorni. Per chiarimenti vedi il progetto biografie. La lista contiene solo le 38 persone che sono citate nell'enciclopedia e per le quali è stato implementato correttamente il template Bio. Pagina aggiornata al 10 ago 2025. |

- 15 febbraio - Oddo Fortebraccio, nobile e condottiero italiano († 1425)
- 23 febbraio - Lorenzo Bonincontri, astrologo, umanista e storico italiano († 1491)
- 22 marzo - Niccolò Della Luna, umanista italiano
- 17 luglio - Piero Bonaccorsi, letterato italiano († 1477)
- Vincenzo Amidani, funzionario italiano († 1475)
- Antonio Malfante, mercante e esploratore italiano († 1450)
- Malatesta Ariosto, scrittore italiano († 1476)
- Arnoldo di Egmond, nobile olandese († 1473)
- Francesco II del Balzo, nobile italiano († 1482)
- Ermolao Barbaro il Vecchio, umanista e vescovo cattolico italiano († 1471)
- Feo Belcari, poeta e drammaturgo italiano († 1484)
- Bertola da Novate, ingegnere italiano († 1475)
- Giovanni Bianchini, matematico e astronomo italiano († 1469)
- Giovanni Matteo Bottigella, umanista italiano († 1486)
- Angelo Carletti, francescano, letterato e umanista italiano († 1495)
- Etienne Chevalier, politico francese († 1474)
- Michele Critoboulos, politico e storico bizantino († 1470)
- Lekë Dukagjini, condottiero albanese († 1481)
- Ludwig von Erlichshausen, nobile tedesco († 1467)
- Polidoro Foscari, arcivescovo cattolico italiano († 1450)
- Gennadio di Novgorod, monaco cristiano, arcivescovo ortodosso e santo russo († 1505)
- Giorgio Gonzaga, nobile italiano († 1487)
- Hatice Halime Hatun, principessa turca († 1440)
- Margherita di Brandeburgo, principessa († 1465)
- Ibn Taghribirdi, storico egiziano († 1470)
- Joanot Martorell, scrittore spagnolo († 1465)
- Johannes Mentelin, tipografo tedesco († 1478)
- Pietro di Giovanni d'Ambrosio, pittore italiano († 1449)
- Paride del Pozzo, giurista italiano († 1493)
- Gabriele Rangone, cardinale e arcivescovo cattolico italiano († 1486)
- Ricciarda di Saluzzo, nobile († 1474)
- William Sinclair, nobile scozzese († 1484)
- Erzsébet Szilágyi, sovrano ungherese († 1483)
- Luca Taiamonte, scultore italiano
- Uesugi Norizane, militare giapponese († 1466)
- Vecchietta, pittore, scultore e orafo italiano († 1480)
- Tebaldo di Lussemburgo, cardinale e vescovo cattolico francese († 1477)
- Álvaro de Zúñiga, nobile spagnolo († 1488)